# Harita
Harita is een geslacht van vlinders van de familie spinneruilen (Erebidae), uit de onderfamilie Hypeninae.

## Soorten
- H. irregularis Holloway, 1979
- H. nebulosa Moore, 1881
- H. nodyna Bethune-Baker, 1908
- H. rectilinea Moore, 1882